# Murray Joslin
William Murray Joslin (Independence, Iowa, 21 de novembro de 1901 – julho de 1981) foi um engenheiro eletricista estadunidense, com contribuições significativas à energia nuclear.

## Biografia
Joslin obteve o grau de Bachelor of Science em engenharia elétrica na Universidade Estadual de Iowa em 1923.
Trabalhou na Commonwealth Edison, onde foi um vice-presidente em 1953 e depois chefiou várias atividades da companhia, incluindo os primórdios do desenvolvimento da energia nuclear. Foi eleito fellow da Sociedade dos Engenheiros Mecânicos dos Estados Unidos em 1973. Recebeu a Medalha Edison IEEE de 1976. 